# Urupês
Urupês este un oraș în São Paulo (SP), Brazilia.